# 堂本奈央
堂本 奈央（どうもと なお、7月3日 - ）は、日本の漫画家。群馬県出身。血液型はA型。

## 来歴・人物
2005年、小学館の『Cheese!』9月号増刊にて掲載された、「指先から微熱」でデビュー。
漫画家になろうと思ったきっかけは、自身が学生時代、美術の成績が良かったことから「このまま伸ばそう」と思い、目の前に偶然マンガがあったことから「運命と感じた」と語っている。

## 刊行作品
- 楽園男子〜ビーストハーレム〜
- ロマンティック・ビューティー
- 極上楽園男子〜ビーストハーレム2〜
- 潤愛楽園男子
- ウブかわ〜初めての彼〜（全5巻）
- ボディトーク〜純愛遊戯〜
- コスプレ刑事（全6巻）
- 楽園男子〜無人島編〜
- スリーピングビューティー（全3巻）
- 私はペンで世界を変える（既刊2巻）

### オムニバス作品
- コイバナ〜この誘惑には勝てない!ベスト6〜
- コイバナ〜スイート&エロティックベスト5〜
- 極上コイバナ パーフェクト☆ラブストーリーズ ベスト5
- ロミジュリ式 —烈愛コレクション—

### 参加作品
- 鉄腕バーディーEVOLUTION 7巻・初回限定版（著:ゆうきまさみ） - イラスト寄稿
- 弱虫ペダル公式アンソロジー 放課後ペダル 1・2・4巻（原作：渡辺航） - 漫画寄稿

## ゲーム
『楽園男子〜ビーストハーレム〜』は、2007年にPlayStation 2でのゲーム化が発表されたが、発売延期を繰り返し、2012年にPlayStation Portableで開発再始動となった。『楽園男子』の題で2013年5月23日発売。女性向け恋愛アドベンチャーゲーム。キャッチコピーは『誰も知らない もう一つの楽園(ストーリー)』。開発はTAKUYO。